# Verso de arte mayor
Arte mayor (span. „höhere Kunst“) bezeichnet in der Metrik der spanischen Dichtung allgemein jeden Vers mit neun oder mehr Silben. Gemeint aber ist fast immer der Verso de arte mayor („Vers der höheren Kunst“), ein ab dem 14. Jahrhundert aufgekommener vielgestaltiger Vers. Seine Deutung ist umstritten. Ursprünglich war er – im Gegensatz zum kürzeren Verso de arte menor – ein nicht silbenzählender Langvers von acht bis 16 Silben, der sich zu einem regelmäßigen zwölfsilbigen Vers mit vier Hebungen und Mittelzäsur entwickelte. Das metrische Grundschema ist:
◡—◡◡—◡ ‖ ◡—◡◡—◡
Der einzelne Halbvers der Form ◡—◡◡—◡ (in der Terminologie der antiken Metrik eine amphibrachysche Dipodie) wird pie de arte mayor („(Vers-)Fuß der höheren Kunst“) genannt und trägt regelmäßig den Hauptakzent auf der zweiten und einen Nebenakzent auf der ersten Hebung.
Seine Blütezeit erlebte er im 15. Jahrhundert durch Juan de Menas didaktisch-allegorisches Versepos Laberinto de Fortuna (1444), dessen Coplas, die so genannten Coplas de arte mayor oder auch Octavas de Juan de Mena, aus je acht Arte-mayor-Versen in den Reimschemata abba acca, abba acac oder abab bccb bestehen.
Beispiel aus Juan de Menas Laberinto de Fortuna:
Al mu̱y prepote̱nte don Jua̱n el segu̱ndo

aque̱l con quien Jú̱piter tu̱vo tal ze̱lo

que ta̱nta de pa̱rte le fi̱zo del mu̱ndo

quanta̱ a sí me̱smo se fi̱zo del çie̱lo,

al gra̱n rey de Espa̱ña, al Çé̱sar nove̱lo;

al que̱ con Fortu̱na es bie̱n fortuna̱do,

aque̱l en quien ca̱ben virtu̱d e reina̱do;

a é̱l, la rodi̱lla finca̱da por sue̱lo.